# 在現場觀眾前拍攝
〈在現場觀眾前拍攝〉（英語：Filmed Before a Live Studio Audience）是美國超級英雄類型的迷你網路影集《汪達幻視》的首播集，本集由潔克·薛佛編劇，麥特·夏克曼執導，於2021年1月15日在Disney+首播。本集为漫威電影宇宙的系列作品之一，與漫威電影宇宙系列電影處於同一架空世界和共同世界。伊莉莎白·歐森和保羅·貝特尼繼續分別飾演在漫威電影宇宙系列電影中的角色汪達·麥西莫夫和幻視，主演還包括黛布拉·喬·拉普、弗雷德·邁拉麥德和凱薩琳·哈恩。本集講述汪達和幻視隱藏各自的超能力，搬進西景鎮，裝扮成一對普通夫婦。為了招待幻視的老闆哈特夫婦，兩人倉促之間使用超能力為客人準備好晚餐。

## 劇情
「新婚」夫婦汪達·麥西莫夫和幻視搬進1950年代的西景鎮（Westview）。幻視是一名機器人，汪達則能夠使用念力隔空操縱物體。儘管兩人均擁有超能力，但他們仍然以一對普通夫婦的身份示人。某天他們注意到月曆上的當天日期的旁邊被標記一顆心形符號，但是兩人均忘記這個符號所代表的意義。幻視出門前去計算服務公司（Computational Services Inc.）上班，汪達則決定將當天作為结婚紀念日。鄰居艾格妮絲拜訪汪達並幫助她出謀劃策，設想紀念日的慶祝方式。雖然幻視的工作效率異常迅速，但是他對於公司的主營業務卻一無所知。老闆亞瑟·哈特提醒幻視，晚上會和夫人一起前去他家中做客，這時幻視才知道月曆上的心形符號的意義。
當晚，汪達精心準備並身穿精緻衣裝迎接幻視，果然遇見了前來赴會的哈特夫婦。幻視在尷尬的氣氛間辯稱汪達是歐洲人，她的所作所為皆是“索高維亞風格”。汪達和幻視不得不在倉促之間使用超能力為客人準備晚餐，并分別以各種方式转移客人的注意力為對方打掩護，艾格妮絲则帮助汪達帶來食材和炊具。就餐期間，哈特夫婦詢問汪達和幻視的結婚日期等私人問題，兩人卻完全回答不上來。但哈特先生愈发氣憤，突然被食物噎住，生命垂危。幻視使用超能力取出哈特先生食道內的異物，拯救了他的生命。事態恢復「正常」，哈特夫婦结束晚餐，感謝汪達和幻視的招待，而哈特先生在离开前也告知幻視將升職的事情。送客後，汪達為自己和幻視變出一對戒指，故事落幕。以上事件均發生於虛構的情景喜劇《汪達幻視》之中，某人通過一部古董電視機觀看這部喜劇，周邊擺有21世紀的電子設備。
情景喜劇《汪達幻視》的中場廣告為史塔克工業生產的烤麵包機「吐司夥伴2000」。

## 製作

### 開發
2018年10月，漫威影業確定開發以漫威電影宇宙系列電影中的角色「緋紅女巫」汪達·麥西莫夫和幻視為主角的迷你網路影集，伊莉莎白·歐森和保羅·貝特尼回歸分別領銜出演汪達和幻視。2019年1月，潔克·薛佛在完成電影《驚奇隊長》和《黑寡婦》的劇本之後，被選定為影集的首席編劇。她同時擔當執行製片人，並執筆試播集劇本。4月，迪士尼和漫威公佈影集正式名稱為《汪達幻視》（WandaVision）。8月，麥特·夏克曼確認執導《汪達幻視》。夏克曼、凱文·費吉與漫威影業的路易斯·德·埃斯波西托（Louis D'Esposito）以及維多莉亞·阿隆索共同擔當執行製片人:50。凱文·費吉表示影集兼具「經典的情景喜劇」和「漫威史詩」的特色，向多個年代和多種類型的美國電視節目致敬。主演伊莉莎白·歐森透露〈在現場觀眾前拍攝〉是向《迪克·范·戴克秀》致敬:0:39，此外還有《我愛露茜》。

### 劇本
首席編劇潔克·薛佛稱，影集除了向過去的電視節目致敬之外，還將「嘗試開拓新領域」。編劇潔克·薛佛和導演麥特·夏克曼仔細研究了經典情景喜劇的橋段和風格，並請教喜劇演員迪克·范·戴克，進一步了解喜劇的創作手法。凱文·費吉透露本集中插播的虛構中場廣告「為揭示影集的真實故事提供線索」。廣告中史塔克工業生產的「吐司夥伴2000」烤麵包機的宣傳標語為「忘記過去，這就是你的未來！」。影評人布倫頓·斯圖爾特（Brenton Stewart）稱烤麵包機上不同閃爍提示燈給人一種「緊迫感」，仿佛炸彈即將爆炸。他還指出這齣廣告帶有性別偏見性質，宣傳標語暗示汪達的當前處境。

### 選角

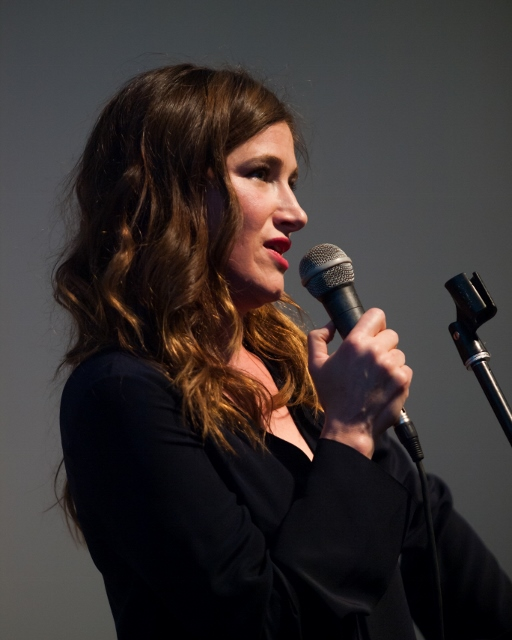
凱薩琳·哈恩飾演的艾格妮絲於本集中登場

本集的主要角色包括伊莉莎白·歐森飾演的汪達·麥西莫夫、保羅·貝特尼飾演的幻視、黛布拉·喬·拉普飾演的哈特夫人、弗雷德·邁拉麥德飾演的亞瑟·哈特和凱薩琳·哈恩飾演的艾格妮絲:23:37–23:56。此外，阿西夫·阿里（Asif Ali）飾演諾姆（Norm），大衛·倫格爾（David Lengel）飾演菲爾·瓊斯（Phil Jones），阿莫斯·格里克（Amos Glick）飾演郵差丹尼斯（Dennis the Mailman），伊塔馬爾·恩里克斯（Ithamar Enriquez）和維多利亞·布萊德（Victoria Blade）分別飾演男女廣告演員。

### 拍攝
主體拍攝於2019年11月在佐治亞州亞特蘭大的松林製片廠開機:45。麥特·夏克曼擔當導演，傑斯·霍爾擔當攝影指導。本集拍攝期間，其中有兩天採用黑白畫面拍攝，採用4:3的寬高比輸出格式。本集參考多機位情景喜劇的拍攝流程，在拍攝前進行了為期一週的綵排。拍攝現場模仿情景喜劇的製作方式，邀請與漫威影業相關的友人及其家屬擔當現場觀眾，他們都和製作方簽署了保密協議。觀眾中還包括主演泰娜·帕麗斯，她沒有參演本集。為了在灰度圖像內呈現更佳的視覺效果，保羅·貝特尼在拍攝黑白畫面時將皮膚塗成藍色，而不是此前在彩色畫面的電影中所呈現的深紅色。製作組借鑒20世紀60年代情景喜劇《神仙家庭》和《太空仙女戀》中魔法特效的拍攝方式，選用類似的相機鏡頭和照明設備，通過巧妙的手法完成影集中汪達施展魔法的場景拍攝。

### 後期製作
在前三集中，剪輯過程中輔以跳切和倒帶效果。視覺效果主管塔拉·德馬科（Tara DeMarco）補充稱，還需使用當前的工具來修復物體，去除（拍攝過程中使用的）金屬吊線，消除切口，同時採用CG技術遮蓋未能處理的吊線痕跡。第一集中，汪達在廚房隔空移動物體的場景採用真實道具和CG模擬的混合模式完成:8。後期特效製作公司包括怪物外星人機器人喪屍（Monsters Aliens Robots Zombies）、和:33:06-33:21。

## 音樂
克里斯托弗·貝克為影集作曲，勞勃·羅培茲和克莉絲汀·安德森-羅培茲為影集創作主題曲。貿易船組合演唱的歌曲〈吵吵鬧鬧〉出現於本集之中。本集音樂原聲帶於2021年1月22日由漫威音樂和好萊塢唱片聯合發行。
| 曲序     | 曲目     | 时长 |
| -------- | -------- | ---- |
| 1.       | （）     | 0:54 |
| 2.       |          | 0:53 |
| 3.       |          | 0:25 |
| 4.       |          | 1:04 |
| 5.       |          | 1:48 |
| 6.       |          | 0:44 |
| 7.       |          | 1:03 |
| 8.       |          | 0:36 |
| 9.       | （）     | 1:47 |
| 总时长： | 总时长： | 9:14 |

## 市場營銷
2020年12月初，漫威陸續公佈分別以20世紀50年代至21世紀初為主題的6幅海報，其中元素的變化展現時間流逝以及劇情進展。

## 發行
〈在現場觀眾前拍攝〉於2021年1月15日在Disney+首播。迪士尼於2021年1月20日公佈本集標題，此前標題為「第一集」（Episode 1）。

## 迴響
〈在現場觀眾前拍攝〉得到整體好評。根据評論匯總网站爛番茄汇总的18篇评论文章，100%的评论家给予该作正面评价，平均打分为7.4分（满分10分）。
《影音俱樂部》的山姆·巴爾桑蒂（Sam Barsanti）稱「前兩集中經典喜劇橋段為觀眾帶來驚喜，角色之間的互動模式即新穎又怪異。」斯蒂芬·羅賓遜（Stephen Robinson）給出「A–」的評分等級，認為潔克·薛佛為觀眾帶來一齣優秀的情景喜劇。的唐·凱（Don Kaye）對前兩集給出四星評價（滿分五星），稱第一集完全是向20世紀50年代中期「健康向上」的喜劇致敬，刻畫出直爽的中產階級和保守家庭。網站的羅克薩娜·哈達迪（Roxana Hadadi）認為主演伊莉莎白·歐森和保羅·貝特尼配合默契，盡其所能地創造出晚餐聚會出問題的典範情節。《娛樂週刊》在影評中稱讚了凱薩琳·哈恩、伊莉莎白·歐森和保羅·貝特尼的表演。的麥特·珀斯洛（Matt Purslow）對前兩集給出7/10的評分，認為第一集有條理地呈現諸多細節元素，稱讚主題曲，並表示影集正在適時將天劍局引入漫威電影宇宙。的亞伯拉罕·里斯曼（Abraham Riesman）給出三星評價（滿分五星），他認為漫威在宣傳營銷時應該減少內容的曝光量，這樣當觀眾看到與此前漫威電影宇宙作品完全不同的風格時，會更加感到震撼。

## 備註
1. ↑  老板的姓氏音同（心）。
2. ↑  索高維亞（英语：Sokovia）為漫威電影宇宙中一座虛構的東歐國家，也是汪達的出生地，參見2015年電影《復仇者聯盟2：奧創紀元》[1]。
3. ↑  在第四集〈節目暫時中斷〉中，觀看情景喜劇的人物確定為黛絲·路易斯（英语：Darcy Lewis）[2]。
4. ↑  史塔克工業（英语：Stark Industries）為霍华德·斯塔克创办的工业公司，其去世后由其子東尼·史塔克继承[3]。

## 資料來源
1. ↑  Bacon, Thomas. . Screen Rant. 2021-01-15  [2021-01-23]. （原始内容存档于2021-01-18） （美国英语）.
2. ↑  Robinson, Stephen. . The A.V. Club. 2021-01-29  [2021-01-29]. （原始内容存档于2021-01-29） （美国英语）.
3. ↑  Salazar, Savannah. . Vulture. 2021-01-22  [2021-01-23]. （原始内容存档于2021-01-23） （美国英语）.
4. ↑  Kroll, Justin. . Variety. 2018-09-18  [2018-09-18]. （原始内容存档于2018-09-19） （美国英语）.
5. ↑  Sciretta, Peter. . /Film. 2018-10-30  [2018-11-01]. （原始内容存档于2018-10-31） （美国英语）.
6. 1 2  Kit, Borys. . The Hollywood Reporter. 2019-01-09  [2019-01-10]. （原始内容存档于2019-01-10） （美国英语）.
7. ↑  Dinh, Christine. . Marvel.com. 2019-11-13  [2019-11-14]. （原始内容存档于2019-11-14） （美国英语）.
8. ↑  Dinh, Christine. . Marvel.com. 2019-04-12  [2019-04-12]. （原始内容存档于2019-04-12） （美国英语）.
9. 1 2  Fischer, Jacob. . Discussing Film. 2019-08-21  [2019-08-24]. （原始内容存档于2019-08-24） （美国英语）.
10. 1 2  Reinstein, Mara. . Emmy. 2020-12-16  [2020-12-19]. （原始内容存档于2020-12-20） （美国英语）.
11. 1 2  Reinstein, Mara. . Emmy. Vol. XLII no. 12. 2020: 42–50  [2021-01-05]. （原始内容存档于2020-12-20） （美国英语）.
12. ↑  Couch, Aaron. . The Hollywood Reporter. 2019-08-23  [2019-08-23]. （原始内容存档于2019-08-23） （美国英语）.
13. 1 2 3  Radish, Christina. . Collider. 2020-11-25  [2020-12-12]. （原始内容存档于2020-12-07） （美国英语）.
14. ↑  Television Academy. . 2020-12-18  [2020-12-20]. （原始内容存档于2020-12-22） –YouTube （美国英语）.
15. ↑  Boone, John. . Entertainment Tonight. 2021-01-14  [2021-01-18]. （原始内容存档于2021-01-16） （美国英语）.
16. 1 2 3 4  Coggan, Devan. . Entertainment Weekly. 2020-11-10  [2020-11-10]. （原始内容存档于2020-11-10） （美国英语）.
17. ↑  Radish, Christina. . Collider. 2021-01-11  [2021-01-11]. （原始内容存档于2021-01-12） （美国英语）.
18. 1 2  Iannucci, Rebecca. . TVLine. 2021-01-15  [2021-01-15]. （原始内容存档于2021-01-15） （美国英语）.
19. ↑  Stewart, Brenton. . Comic Book Resources. 2021-01-16  [2021-01-17]. （原始内容存档于2021-01-16） （美国英语）.
20. 1 2  Hood, Cooper. . ScreenRant. 2021-01-15  [2021-01-15]. （原始内容存档于2021-01-15） （美国英语）.
21. 1 2  Schaeffer, Jac. . . 第1季. 第1集. 2021-01-15. Disney+. （原始内容存档于2021-01-22） （美国英语）.片尾演職員表於22:18開始。
22. ↑  Barnhardt, Adam. . ComicBook.com. 2019-09-09  [2019-10-21]. （原始内容存档于2019-09-20） （美国英语）.
23. ↑  Couch, Aaron. . The Hollywood Reporter. 2019-11-10  [2019-11-10]. （原始内容存档于2019-11-11）.
24. ↑  Bui, Hoai-Tran. . /Film. 2021-01-11  [2021-01-11]. （原始内容存档于2021-01-11） （美国英语）.
25. ↑  Miller, Liz Shannon. . Collider. 2021-01-19  [2021-01-20]. （原始内容存档于2021-01-20） （美国英语）.
26. ↑  Bennett, Tara. . SFX Magazine. No. 335. January 2021: 34 （美国英语）.
27. ↑  Mitovitch, Matt Webb. . TVLine. 2021-01-20  [2021-01-20]. （原始内容存档于2021-01-21） （美国英语）.
28. ↑  Weiss, Josh. . SYFY. 2020-11-10  [2020-11-11]. （原始内容存档于2020-12-21） （美国英语）.
29. ↑   (PDF). Marvel Studios.   [2021-01-11]. （原始内容存档 (PDF)于2021-01-08） （美国英语）.
30. ↑  Frei, Vincent. . Art of VFX. 2021-01-05  [2021-01-15]. （原始内容存档于2021-01-13） （美国英语）.
31. ↑  Workman, Robert. . SuperheroHype!. 2020-01-21  [2020-01-21]. （原始内容存档于2020-01-22） （美国英语）.
32. ↑  Taylor, Drew. . Collider. 2021-01-04  [2021-01-04]. （原始内容存档于2021-01-04） （美国英语）.
33. 1 2  Purslow, Matt. . IGN. 2021-01-15  [2021-01-15]. （原始内容存档于2021-01-15） （美国英语）.
34. ↑  . Film Music Reporter. 2021-01-21  [2021-01-21]. （原始内容存档于2021-01-22） （美国英语）.
35. ↑  Pulliam-Moore, Charles. . io9. 2020-12-09  [2020-12-10]. （原始内容存档于2020-12-10） （美国英语）.
36. ↑  Couch, Aaron. . The Hollywood Reporter. 2020-11-12  [2020-11-12]. （原始内容存档于2020-11-12） （美国英语）.
37. 1 2  Erao, Math. . Comic Book Resources. 2021-01-20  [2021-01-20]. （原始内容存档于2021-01-21） （美国英语）.
38. ↑  . Rotten Tomatoes. Fandango Media.   [2021-09-01].
39. ↑  Barsanti, Sam. . The A.V. Club. 2021-01-14  [2021-01-14]. （原始内容存档于2021-01-14） （美国英语）.
40. ↑  Robinson, Stephen. . The A.V. Club. 2021-01-15  [2021-01-15]. （原始内容存档于2021-01-15） （美国英语）.
41. ↑  Kaye, Don. . Den of Geek. 2021-01-15  [2021-01-15]. （原始内容存档于2021-01-15） （美国英语）.
42. ↑  Hadadi, Roxana. . RogerEbert.com. 2021-01-14  [2021-01-14]. （原始内容存档于2021-01-14） （美国英语）.
43. ↑  Holub, Christian; Agard, Chancellor. . Entertainment Weekly. 2021-01-15  [2021-01-15]. （原始内容存档于2021-01-15） （美国英语）.
44. ↑  Riesman, Abraham. . Vulture. 2021-01-15  [2021-01-15]. （原始内容存档于2021-01-15） （美国英语）.

## 外部連結
- 互联网电影数据库上在現場觀眾前拍攝的资料（英文）
- 漫威影業的YouTube頻道：《汪達幻視》第一集的幕後故事花絮｜Disney+ （页面存档备份，存于）